# 2024年夏季奥林匹克运动会巴勒斯坦代表团
2024年夏季奥林匹克运动会巴勒斯坦代表团是巴勒斯坦所派出的第33届夏季奥林匹克运动会代表团。这是该队第八次参加夏季奥运。
自从2023年10月爆发的以色列—哈马斯战争以来，巴勒斯坦体育界备受冲击。巴勒斯坦奥林匹克委员会声称2023年10月至2024年7月间，大约400名巴勒斯坦运动员在战争中丧命，社会运动组织抵制、撤资、制裁引述巴勒斯坦方面的数据表示，69名从事奥运项目的选手死于此次战争。另外巴勒斯坦境内的部分体育场馆及设施受损。2024年4月，国际奥林匹克委员会宣布将有6至8名巴勒斯坦运动员受邀参加奥运，部分运动员若未能通过实力取得资格，仍有机会获外卡邀请。同年6月，巴勒斯坦奥委会主席Jibril Rajoub在媒体发布会上透露，巴勒斯坦队可能会有3名运动员为加沙地带出身，当中有1至2人为女性。他也表示，除了凭借实力获得资格的跆拳道外，巴勒斯坦也有机会在拳击、柔道、举重和游泳等项目上取得资格，进入候选名单的运动员都在巴勒斯坦以外的世界各地训练。
巴勒斯坦队最终共有8名运动员获得参赛资格，参加该届奥运6个大项的比赛，运动员人数与上届相比多出3人，参赛规模创历届新高，8名运动员当中只有1名跆拳道选手凭借自身实力获得资格，其余7人均因获外卡邀请而得以参赛。巴勒斯坦外交和侨民事务部长瓦尔森·阿加贝基安表示，运动员能代表巴勒斯坦参赛就已是一大胜利，巴勒斯坦的运动员在巴勒斯坦历史最黑暗的时刻参加2024年奥运，他们不止是参赛选手，同时也是巴勒斯坦抵抗运动的象征。巴勒斯坦代表团在抵达巴黎戴高乐机场后，受到运动员、支持者和政界人士等的热烈欢迎。
巴勒斯坦队在开幕式上被排在第142位，与巴拿马、巴布亚新几内亚和巴拉圭共乘同一艘游船进场，拳击运动员Wasim Abusal和游泳Valerie Tarazi共同担任开幕式旗手，其中Abusal在开幕式期间身穿一件描绘战机在玩耍中儿童上方投下导弹的白色衬衫，以表达对战争和杀戮的反对，巴勒斯坦方面事前向主办方展示该衬衫，主办方批准巴方在公开场合将其穿上。Tarazi后来与跆拳道运动员Omar Yaser Ismail共同担任闭幕式旗手。
奥运开幕式前夕，巴勒斯坦奧林匹克委員會致信国际奥林匹克委员会要求禁止以色列运动员参赛，称以色列持续在加沙进行的军事行动，已经违反了奥林匹克休战决议，另一方面，巴勒斯坦运动员在战争中也受到了严重影响。然而国际奥委会主席托马斯·巴赫拒绝这一要求，称他不会卷入政治问题，国际奥委会的立场很清晰，以色列和巴勒斯坦有各自的国家/地区奥委会，双方能和平共处，巴勒斯坦尽管不获联合国承认，但却已获国际奥委会承认，其奥委会已大大受益。巴勒斯坦奥委会主席Jibril Rajoub称，他将不会在奥运期间与以色列代表团成员握手，除非他们承认巴勒斯坦独立政权，他也称巴勒斯坦代表团从未接获任何关于如何应对以色列对手的指示，巴勒斯坦奥委会也会阻止任何违反奥林匹克宪章的行为。

## 田径
巴勒斯坦有两名田径选手获外卡邀请，得以参加奥运。
注
- 径赛运动员的预赛、第一轮、复活赛和半决赛排名是该运动员所在小组的排名，而非总排名
- 田赛以及全能项目田赛部分的所有成绩均以（m）为单位
- Q = 直接晋级至下一轮
- q = 径赛：因在所有未直接晋级选手中成绩靠前而获得剩下的晋级名额；田赛：未达到晋级标准成绩但总排名靠前
- R = 进入复活赛

径赛和公路赛
| 运动员            | 项目        | 第一轮     | 第一轮 | 复活赛  | 复活赛 | 半决赛 | 半决赛 | 决赛   | 决赛   |
| 运动员            | 项目        | 成绩       | 排名   | 成绩    | 排名   | 成绩   | 排名   | 成绩   | 排名   |
| ----------------- | ----------- | ---------- | ------ | ------- | ------ | ------ | ------ | ------ | ------ |
| 穆罕默德·德韋達爾 | 男子800公尺 | 1:54.83    | 9 R    | 1:54.83 | 9      | 未晉級 | 未晉級 | 未晉級 | 未晉級 |
| 萊拉·阿爾馬斯里   | 女子800公尺 | 2:12.21 NR | 9 R    | 2:16.72 | 8      | 未晉級 | 未晉級 | 未晉級 | 未晉級 |

## 拳击
巴勒斯坦拳击选手瓦西姆·阿布薩爾获外卡邀请，成为历史上首位代表该队参加奥运拳击项目的选手。
| 运动员          | 项目       |                           |           |           | 半决赛    | 决赛      | 决赛   |
| 运动员          | 项目       | 对手 比分                 | 对手 比分 | 对手 比分 | 对手 比分 | 对手 比分 | 排名   |
| --------------- | ---------- | ------------------------- | --------- | --------- | --------- | --------- | ------ |
| 瓦西姆·阿布薩爾 | 男子羽量級 | 易卜拉欣（瑞典） · 負 0–5 | 未晉級    | 未晉級    | 未晉級    | 未晉級    | 未晉級 |

## 柔道
巴勒斯坦有一名柔道运动员获外卡邀请，得以参加奥运。
| 运动员        | 项目         |           |                               |           |           | 半决赛    | 复活赛    | 决赛/铜牌赛 | 决赛/铜牌赛 |
| 运动员        | 项目         | 对手 比分 | 对手 比分                     | 对手 比分 | 对手 比分 | 对手 比分 | 对手 比分 | 对手 比分   | 排名        |
| ------------- | ------------ | --------- | ----------------------------- | --------- | --------- | --------- | --------- | ----------- | ----------- |
| 法雷斯·巴達維 | 男子81公斤级 | 輪空      | 穆罕默德別科夫（） · 負 00–10 | 未晉級    | 未晉級    | 未晉級    | 未晉級    | 未晉級      | 未晉級      |

## 射击
巴勒斯坦有一名射击运动员获外卡席位，得以参加奥运。
注
- Q = 晋级至下一轮

| 运动员                 | 项目 | 资格赛 | 资格赛 | 决赛   | 决赛   |
| 运动员                 | 项目 | 分数   | 排名   | 分数   | 排名   |
| ---------------------- | ---- | ------ | ------ | ------ | ------ |
| 豪爾赫·安東尼奧·薩爾赫 | 男子 | 100    | 30     | 未晉級 | 未晉級 |

## 游泳
巴勒斯坦有两名游泳运动员获外卡邀请，取得奥运参赛资格。
注
- Q = 晋级至下一轮

| 运动员        | 项目                  | 预赛       | 预赛 | 半决赛 | 半决赛 | 决赛   | 决赛   |
| 运动员        | 项目                  | 时间       | 排名 | 时间   | 排名   | 时间   | 排名   |
| ------------- | --------------------- | ---------- | ---- | ------ | ------ | ------ | ------ |
| 亞贊·巴瓦卜   | 男子100公尺仰泳       | 58.26      | 43   | 未晉級 | 未晉級 | 未晉級 | 未晉級 |
| 瓦萊麗·塔拉齊 | 女子200公尺个人混合泳 | 2:20.56 NR | 32   | 未晉級 | 未晉級 | 未晉級 | 未晉級 |

## 跆拳道
巴勒斯坦在跆拳道项目上获得一个男子席位，该席位来自于亚洲区资格赛，这是巴勒斯坦历史上首次参加奥运跆拳道比赛。
| 运动员               | 项目         |                               |                           |           | 半决赛    | 复活赛    | 决赛/铜牌赛 | 决赛/铜牌赛 |
| 运动员               | 项目         | 对手 比分                     | 对手 比分                 | 对手 比分 | 对手 比分 | 对手 比分 | 对手 比分   | 排名        |
| -------------------- | ------------ | ----------------------------- | ------------------------- | --------- | --------- | --------- | ----------- | ----------- |
| 奧馬爾·亞瑟·伊斯梅爾 | 男子58公斤级 | 蒂蘭瓦利普爾（难民） · 勝 2–0 | 比森特（西班牙） · 負 0–2 | 未晉級    | 未晉級    | 未晉級    | 未晉級      | 未晉級      |